# Вольності Війська Запорозького

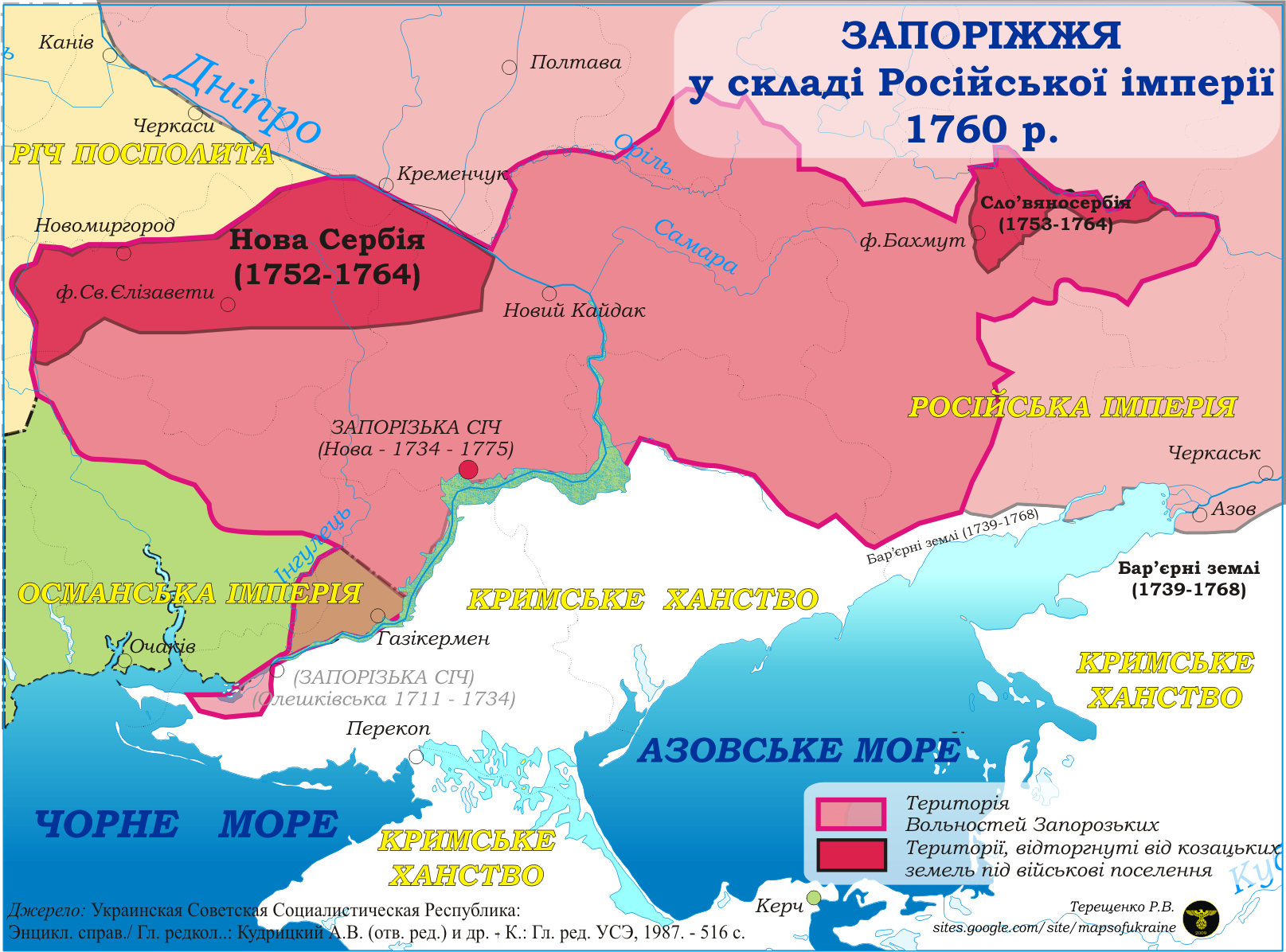
Землі Запорожжя (Запорозька Січ) у складі Російської імперії на 1760 р.

Во́льності Ві́йська Запоро́зького Низово́го — назва володінь Запорозької Січі, що охоплювали значну територію Центральної та Південної частини Українських етнічних земель у пониззі Дніпра та його приток (Орілі, Самари, Протовчі, Конки, Інгульця, Чортомлика, Томаківки), а також Південного Бугу і його приток (Інгулу) та Кальміусу. Окрім того «вольності козацькі» вживалося на означення привілеїв козацького стану по відношенню до інших верств населення.

## Історія формування та кордони

Гетьманщина (синій колір),
територія Слобідських полків (зелений),
Військо Запорозьке Низове (жовтий) (1747-1750).

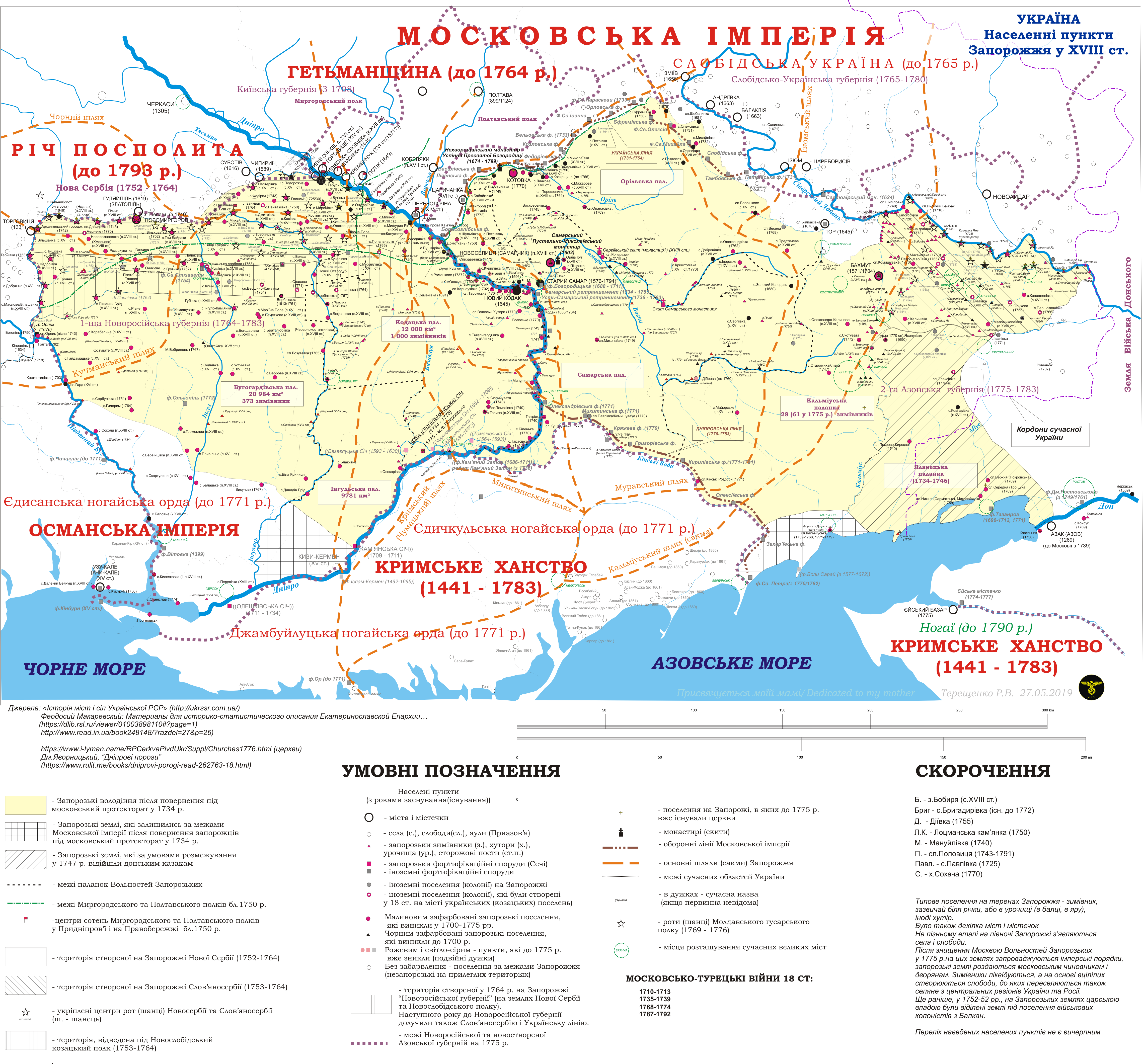
Поселення на Запорожжі у 18 ст.

Вольності Війська Запорозького Низового дістали таку назву завдяки поширенню на ці землі прав і вольностей, наданих Кошу Запорозької Січі.
Вперше надання таких прав було пов'язане із формуванням реєстрового війська в останній рік правління короля Речі Посполитої Сигізмунда ІІ Августа (1572) а, потому, особливо з діями короля Стефана Баторія, що 1578 року провів козацьку реформу. За універсалом-привілеєм Стефана Баторія запорожцям надавалися не тільки герб, прапор, певні права й вольності, а й величезна територія Степової України у Північному Причорномор'ї та Приазов'ї. Цей документ не дійшов до нашого часу.
Центром Вольностей була Запорозька Січ, що в 16—18 ст. не менше восьми разів змінювала своє місцерозташування, але перебувала переважно на землях Великого Лугу, що знаходився нижче дніпровських порогів.